# إيكاترينا ياشنا
إيكاترينا ياشنا مواليد 6 أغسطس 1993، هي لاعبة كرة مضرب روسية وتحتل حالياً المرتبة رقم. 452 (4 أغسطس 2014) في تصنيف رابطة محترفات كرة المضرب. أعلى تصنيف لها في الفردي كان المركز الـ 376 في سنة 2012. أعلى تصنيف لها في الزوجي كان المركز الـ 228 في سنة 2013.

## روابط خارجية
- إيكاترينا ياشنا على موقع رابطة محترفات التنس (الإنجليزية)
- إيكاترينا ياشنا على موقع الاتحاد الدولي لكرة المضرب (الإنجليزية)
- إيكاترينا ياشنا على موقع خلاصة التنس.كوم (الإنجليزية)
- إيكاترينا ياشنا على موقع إي إس بي إن.كوم (الإنجليزية)